# Interlachen (Oregon)
Interlachen az Amerikai Egyesült Államok északnyugati részén, Oregon állam Multnomah megyéjében, a Kék- és a Fairview-tó között elhelyezkedő önkormányzat nélküli település.
Körülbelül 140 család lakja. Az 1930-ban létrejött lakástulajdonosi szövetség állításuk szerint az állam legrégebbi ilyen szervezete.

## Története
A térség 1830 körül a csinúk indiánok egy törzsének temetkezési helye volt.
Az 1920-as években portlandi és greshami üzletemberek a Kék-tóban rejlő potenciált kihasználva a tó partjára üdülőt terveztek; a Portland News-Telegram szerint szállások, sportpályák és klubház is épültek volna, azonban erre a nagy gazdasági világválság miatt nem került sor. A Kék-tavi Regionális Park később magánkézbe került.
A Ridge Avenue (ma Interlachen Lane) a helység két tavát választotta el; az első lakóházak az 1920-as években épültek. A közműveket az 1930. december 4-én létrejött lakástulajdonosi szövetség üzemeltette.

## Fordítás
- Ez a szócikk részben vagy egészben  az   Interlachen, Oregon című angol Wikipédia-szócikk ezen változatának fordításán alapul.  Az eredeti cikk szerkesztőit annak laptörténete sorolja fel. Ez a jelzés csupán a megfogalmazás eredetét és a szerzői jogokat jelzi, nem szolgál a cikkben szereplő információk forrásmegjelöléseként.